# Municipio de Douglas (condado de Effingham)
El municipio de Douglas (en inglés, Douglas Township) es un municipio del condado de Effingham, Illinois, Estados Unidos. Tiene una población estimada, a mediados de 2023, de 12 589 habitantes.

## Geografía
Está ubicado en las coordenadas 39°10′03″N 88°32′00″O / 39.16750, -88.53333 (39.167471, -88.533402). Según la Oficina del Censo, tiene una superficie total de 87.1 km², de los cuales 87.0 km² corresponden a tierra firme y 0.1 km² están cubiertos de agua.

## Demografía
Según el censo de 2020, en ese momento había 12 556 personas residiendo en la zona. La densidad de población era de 140 hab./km². El 91.76% de los habitantes eran blancos, el 0.80% eran afroamericanos, el 0.22% eran amerindios, el 1.27% eran asiáticos, el 0.02% eran isleños del Pacífico, el 1.55% eran de otras razas y el 4.36% eran de una mezcla de razas. Del total de la población, el 4.01% eran hispanos o latinos de cualquier raza.